# 양쿠이

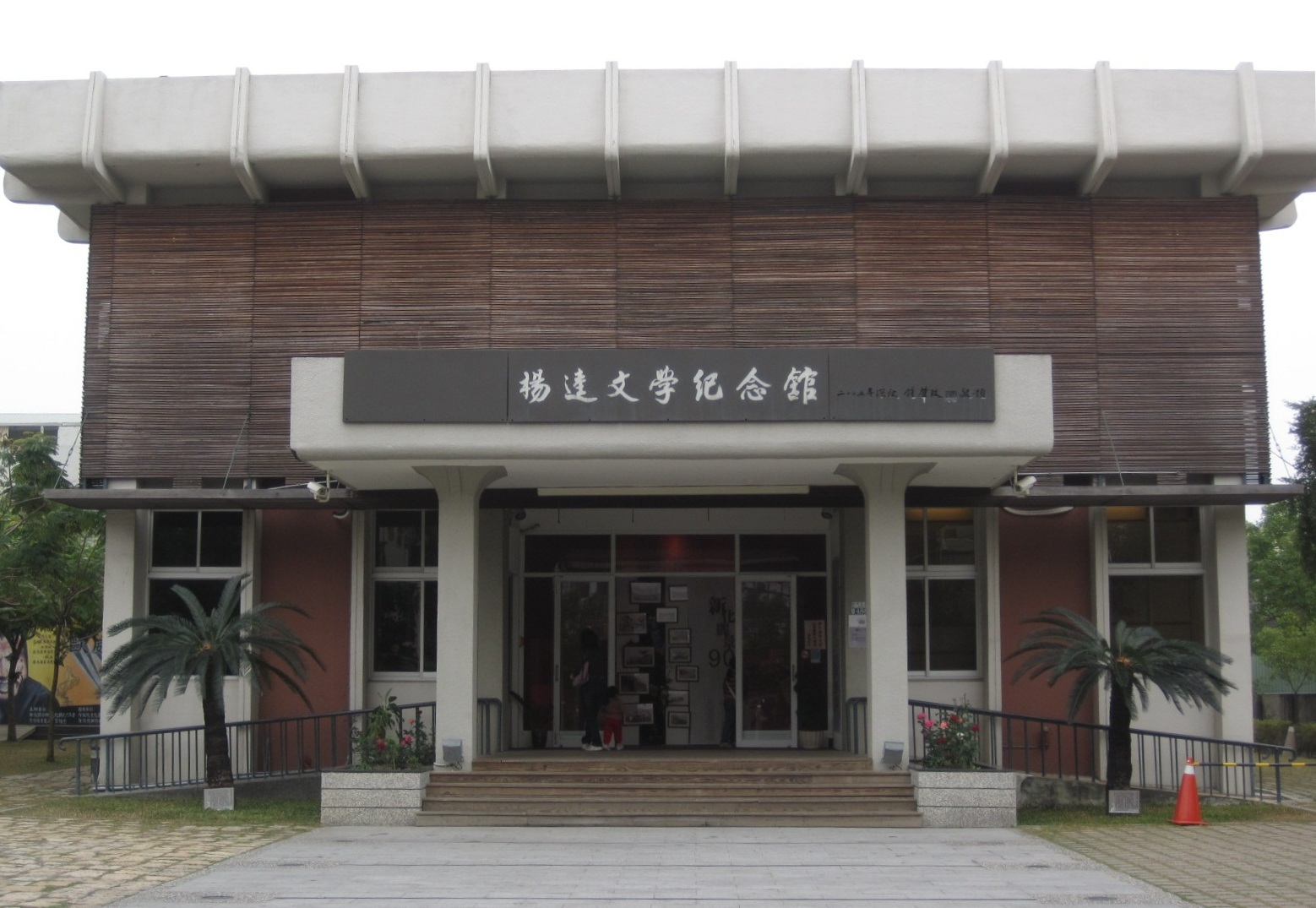
양쿠이문학기념관.

양쿠이(楊逵, 본명: 양구이/楊貴, 1905년 10월 18일 ~ 1985년 3월 12일)는 대만일치시기의 저명한 저자이다. 필명은 양졘원(楊建文)이다.

## 생애
1905년 타이난(臺南)에서 태어났다. 어린 시절 쟈오바녠(噍吧哖)에서 일어난 항일운동과 그에 대한 학살 사건의 영향을 받아 민족의식이 싹트기 시작했다. 1924년 일본으로 건너가 문학을 공부했고, 이때 마르크스주의와 아나키즘의 영향을 크게 받았다. 1927년에는 타이완으로 돌아와 농민운동에 종사했다. 대표작인 ＜신문 배달 소년＞이 일본 도쿄에서 발행되는 ≪문학평론≫의 공모에서 2등상을 수상하면서, 타이완 문학이 일본 문단에 진출하는 길을 열었다. 1935년에는 ≪타이완신문학≫이라는 잡지를 창간했다. 1937년 중일전쟁이 발발한 후에는 귀농해 수양농원(首陽農園)을 꾸려 가며 살았다. 일본이 패전하자 타이완 사회의 재건에 앞장서는 한편 문학 활동도 재개해 ≪타이완문학총간≫을 창간했다. 1949년에는 ＜화평 선언＞에 서명했다는 이유로 국민당 정부로부터 12년 형을 선고받고 복역했다. 출옥 후에는 타이중(臺中)의 동해화원에서 칩거했다. 1985년 타이중에서 향년 81세로 영면했다. 작품집으로는 ≪신문 배달 소년≫, ≪엄마 거위 시집가네≫, ≪양두집(羊頭集)≫, ≪꺾이지 않는 장미(壓不扁的玫瑰)≫ 등이 있다.